# Discamminoides
Discamminoides es un género de foraminífero bentónico de la subfamilia Ammomarginulininae, de la familia Lituolidae, de la superfamilia Lituoloidea, del suborden Lituolina y del orden Lituolida. Su especie tipo es Discamminoides tobleri. Su rango cronoestratigráfico abarca desde el Oligoceno superior hasta la Mioceno inferior.

## Discusión
Clasificaciones previas incluían Discamminoides en el suborden Textulariina del orden Textulariida, o en el orden Lituolida sin diferenciar el suborden Lituolina.

## Clasificación
Discamminoides incluye a las siguientes especies:
- Discamminoides evolutus †
- Discamminoides tobleri †